# Pergalumna andhraense
Pergalumna andhraense är en kvalsterart som beskrevs av Raju, Appalanaidu och Rao 1981. Pergalumna andhraense ingår i släktet Pergalumna och familjen Galumnidae. Inga underarter finns listade i Catalogue of Life.